# Viking (Minnesota)
Viking è un comune degli Stati Uniti d'America, situato nello Stato del Minnesota, nella contea di Marshall.